# Resolução 38 do Conselho de Segurança das Nações Unidas
Resolução 38 do Conselho de Segurança das Nações Unidas, aprovada em 17 de janeiro de 1948, convocou os governos da Índia e do Paquistão que se abstenha de qualquer forma de agravar a situação na Caxemira e implantar todos os meios à sua disposição para melhorá-lo. E solicita que ainda os ambos os governos para informar ao conselho de qualquer alteração relevante da situação enquanto estiver sob a consideração do Conselho.
Foi aprovada com 9 votos, com duas abstenções da Ucrânia e a União Soviética.